# Curtil-sous-Burnand
Curtil-sous-Burnand è un comune francese di 139 abitanti situato nel dipartimento della Saona e Loira nella regione della Borgogna-Franca Contea.

## Società

### Evoluzione demografica
Abitanti censiti
Nel 2009 contava 131 abitanti.